# クイーンフィッシュ (原子力潜水艦)
|          |                                    |
| 艦歴     |                                    |
| 発注     | 1963年3月26日                      |
| 起工     | 1964年5月11日                      |
| 進水     | 1966年2月25日                      |
| 就役     | 1966年12月6日                      |
| 退役     | 1992年4月14日                      |
| 除籍     | 1992年4月14日                      |
| その後   | 原子力艦再利用プログラム           |
| 性能諸元 |                                    |
| 排水量   | 4,060トン                          |
| 全長     | 89 m (292 ft)                      |
| 全幅     | 9.4 m (31 ft)                      |
| 吃水     | 7.6 m (25 ft)                      |
| 機関     | S5W reactor                        |
| 最大速   | 20+ ノット                         |
| 乗員     | 士官14名、兵員99名                 |
| 兵装     | 21インチ魚雷発射管4基、 サブロック |
| モットー |                                    |

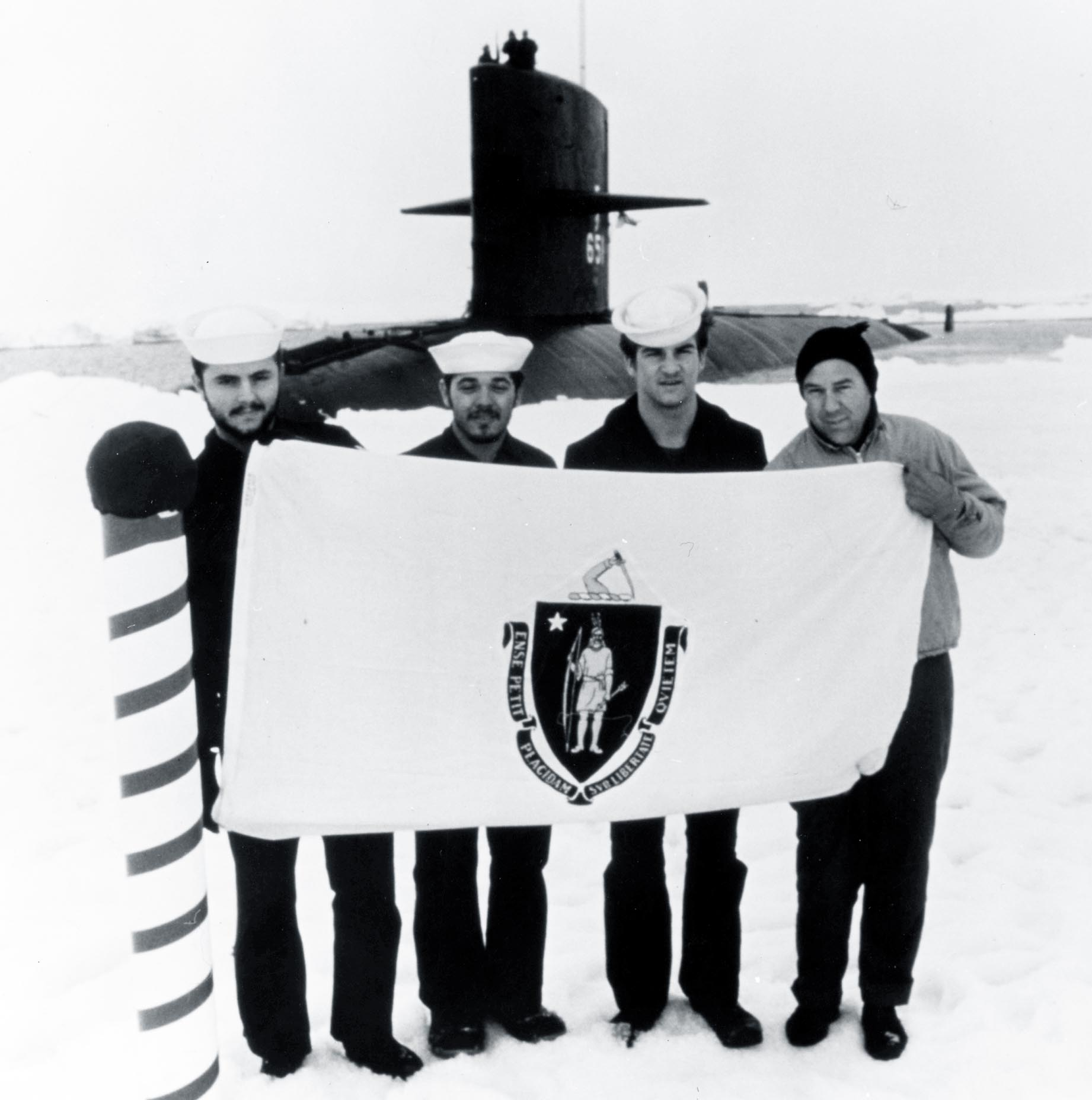
1970

クイーンフィッシュ (USS Queenfish, SSN-651) は、アメリカ海軍のスタージョン級原子力潜水艦の9番艦。艦名は北アメリカの太平洋岸に生息する小型の食用魚クイーンフィッシュに因む。その名を持つ艦としてはバラオ級潜水艦105番艦(SS/AGSS-393)以来2隻目。

## 艦歴
クイーンフィッシュの建造は1963年3月26日にバージニア州ニューポート・ニューズのニューポート・ニューズ造船所に発注され、1964年5月11日に起工した。1966年2月25日にジュリア・B・ハンセンによって命名、進水し、1966年12月6日にジャクソン・B・リチャード艦長の指揮下就役する。
クイーンフィッシュは1976年後半にソ連海軍のエコー級またはゴルフ級潜水艦と衝突している。クイーンフィッシュはグアムに停泊したが、その損傷を隠すためすぐにキャンバスで覆われた。1基の潜望鏡が曲がり、セイルの水平蛇も曲がっていた。船体中央部から後部にかけて擦られた跡があり、他の艦のスクリューが接触したことで生じた損傷と考えられた。
クイーンフィッシュは1991年11月8日に退役し、1992年4月14日に除籍された。その後ワシントン州ブレマートンで原子力艦再利用プログラムの下1992年5月1日に解体作業が始まり、1993年4月7日に廃棄が完了した。

## 注
1. ↑  Sontag, et.als [1988=2000 上: 295-328]。この事件の衝突相手であったエコー級潜水艦の元艦長のインタビューを含む。

## 文献
- Sontag, Sherry, et.als, 1988, Blind Man's Bluff: The Untold Story of American Submarine Espionage, Public Affairs, ISBN 1891620088. ＝ 2000、平賀 秀明訳、『潜水艦諜報戦（上・下）』、新潮社 ISBN 4102900128（上巻） / ISBN 4102900136（下巻）